# Andesobius
Andesobius is een geslacht van steenvliegen uit de familie Austroperlidae. De wetenschappelijke naam van het geslacht is voor het eerst geldig gepubliceerd in 2001 door McLellan.

## Soorten
Andesobius omvat de volgende soorten:
- Andesobius barilochensis (Illies, 1960)